# Hesione picta
Hesione picta är en ringmaskart som beskrevs av Müller in Grube 1858. Hesione picta ingår i släktet Hesione och familjen Hesionidae. Inga underarter finns listade i Catalogue of Life.